# Carlotta Tagnin
Carlotta Tagnin (Bassano del Grappa, 28 gennaio 1965) è un'ex nuotatrice italiana.

## Biografia
Nata nel 1965 a Bassano del Grappa, in provincia di Vicenza, nel 1979 ha vinto 3 medaglie ai Giochi del Mediterraneo di Spalato, un argento nei 200 m rana, dove ha chiuso con il tempo di 2'41"56 dietro alla francese Annick de Susini, ma soprattutto 2 ori: nei 100 m rana, in 1'13"85, e nella staffetta 4×100 m misti con Manuela Carosi, Manuela Dalla Valle e Cinzia Savi Scarponi, in 4'24"19.
Nel 1980 ha invece conquistato il bronzo nei 100 m rana agli Europei giovanili di Skövde, terminando in 1'14"77, dietro alle britanniche Suki Brownsdon e Gaynor Stanley.
A 19 anni ha partecipato ai Giochi olimpici di Los Angeles 1984, nei 100 m rana, arrivando 6ª in batteria in 1'12"70, qualificandosi alla finale B e chiudendola al 6º posto, 14º totale, con il tempo di 1'12"77.

## Palmarès

### Giochi del Mediterraneo
- 3 medaglie:
  - 2 ori (100 m rana a Spalato 1979, staffetta 4×100 m misti a Spalato 1979)
  - 1 argento (200 m rana a Spalato 1979)

### Europei giovanili
- 1 medaglia:
  - 1 bronzo (100 m rana a Skövde 1980)